# Kořenonožci
Kořenonožci (Rhizopoda, Sarcodina) je starší označení některých nepříbuzných jednobuněčných eukaryotních organismů. Většinou patří do skupiny Amoebozoa, Rhizaria nebo Heterolobosea. Mohou na povrchu své buňky mít panožky (výběžky cytoplazmy), díky kterým se mohou pohybovat a přijímat potravu pomocí mechanismu zvaného fagocytóza. Mohou mít 1-2 bičíky, které jim pomáhají v pohybu. Někteří kořenonožci např. krytenky mohou vytvářet schránky. Žijí volně nebo parazitují (v ústech, ve střevech). Mohou změnit tvar těla.

## Zástupci (zastaralé)
- měňavky (Amoeba)
  - Př. měňavka velká (Amoeba proteus)
- dírkonošci (Foraminifera)
  - Př. kulovinky
- mřížovci (Radiozoa)
- krytenky (Arcellinida)
  - Př. štítovka obecná
- slunivky (Heliozoa)